# The Peacocks (Band)
The Peacocks ist eine Schweizer Punk-, Rock- und Psychobilly-Band aus Winterthur.

## Geschichte
Ihren ersten Auftritt in ihrer Gründerformation mit Hasu Langhart, Adi und Michi hatte die Band 1990. Bereits in der Anfangsphase stieg ihr Kontrabassspieler, Michi, aus der Band aus und wurde durch Hasu's Bruder Simon ersetzt.
1995 veröffentlichte die Band mit «Come with us» ihr erstes Album. Als die Band schliesslich ihre erste Nordamerikatour antreten wollte, stieg Adi aus der Band aus, worauf der dritte Langhart-Bruder David, besser bekannt als Admiral James T., als Ersatz einspringt. Er ist jedoch nur temporärer Ersatz, nach Tourende steigt Toni bei der Band ein. Toni verlässt die Band 2002 aus familiären Gründen wieder und wird durch Jürg Luder ersetzt.
In der Zeit ihres Bestehens hatten die Peacocks eine Vielzahl verschiedener Labels, wobei mehrfach Alben je nach Region von einem anderen Label veröffentlicht wurde. Sie tourte mehrfach durch USA und Kanada und absolvierte zwei Japan-Tourneen.

## Diskografie
- 1993: Red Sun (EP, Off Course Rhythm Records)
- 1995: Just Like You (7"-Single, Eigenproduktion)
- 1995: Good and Honest (EP, Eigenproduktion)
- 1995: Come with Us (Album, Tudor Rock, 1998 re-released durch  Tomato Head Records mit Bonustracks)
- 1998: In Without Knocking (Album, Elmo Records/Jump Up Records)
- 2000: Anger & Demand (EP, Downer Records)
- 2000: Potshot-The Peacocks (Split-EP mit Potshot, Leech Records)
- 2000: Made in Japan (Album, TV-Freak Records)
- 2001: Angel (Album, TV-Freak Records/Asian Man Records)
- 2003: Turn on the Lights (EP, Sprinter Records)
- 2004: It's Time For… (Album, Leech Records/Crazy Love Records/Householdname Records/Asian Man Records/TV-Freak Records)
- 2005: Dem-O-Lition (Album, Sprinter Records)
- 2005: The Peacocks-The Sewer Rats (Split-EP mit The Sewer Rats, Red5 Records)
- 2006: Greatest Hits & Misses (Best-Of-Album, Hairball 8)
- 2007: Touch and Go (Album, I Used To Fuck People Like You In Prison Records/American Version von Stomp Records)
- 2008: Gimme More (The Best Of The Reat & Leftovers) (Album, I Used To Fuck People Like You In Prison Records)
- 2010: After All (Album, I Used To Fuck People Like You In Prison Records)
- 2012: Don't Ask (Album, I Used To Fuck People Like You In Prison Records)
- 2016: Me Me Me (7"/EP, Mad Drunken Monkey Records)
- 2017: Flamingo (Album, Concrete Jungle Records)
- 2018: Monkey Tennis (7"/EP, Mad Drunken Monkey Records)
- 2024: And Now What? (Album, Concrete Jungle Records)